# Ralf Schehr

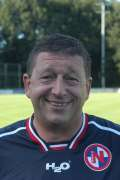
Ralf Schehr

Ralf Schehr (* 28. Oktober 1953) ist ein deutscher Fußballtrainer.

## Werdegang
Schehr spielte als Jugendlicher Fußball beim SC Concordia Hamburg und betreute bereits mit 15 Jahren als Trainer eine Jugendmannschaft bei dem Verein. 1972 wechselte er zu den Amateuren des FC St. Pauli und spielte später wieder beim SC Concordia. 1976 nahm er ein Studium an der Deutschen Sporthochschule Köln auf, welches er 1980 abschloss. Während seiner Studienzeit war Schehr Spieler der Vereine VfL Köln 1899 und Germania Zündorf.
Er arbeitete vom 1. August 1980 bis 1996 als Verbandssportlehrer beim Hamburger Fußball-Verband und war dort für die Traineraus- und Fortbildung sowie die Betreuung von Auswahlmannschaften zuständig.
Im März 1996 wechselte Schehr zum Hamburger SV, wurde Trainer der HSV-Amateure und übernahm die Leitung des Nachwuchsleistungszentrums. Als Felix Magath nach einem 0:4 gegen den 1. FC Köln entlassen wurde, übernahm Schehr zwischen dem 19. Mai 1997 und 31. Mai 1997 für die restlichen zwei Spieltage der Saison 1996/97 die Profimannschaft des HSV als Interimstrainer. Sein Debüt als Trainer war ein überraschender 2:1-Heimsieg gegen den späteren Champions-League-Gewinner Borussia Dortmund, es folgte zum Saisonabschluss ein 1:1 gegen den Absteiger Fortuna Düsseldorf.
Schehr war anschließend Manager, Trainer (2006/07) und Jugendkoordinator beim Hamburger Verbandsligisten Eintracht Norderstedt, Sportlicher Leiter beim TSV Bargteheide und teils zeitgleich mit seiner Tätigkeit in Norderstedt Herrentrainer beim SC Concordia Hamburg (Saison 2004/05). Ab September 2007 war er Nachwuchstrainer beim Adschman Club, einem Verein aus den Vereinigten Arabischen Emiraten. Er blieb dort bis 2009. Als Trainer in der Fußballschule des Hamburger SV war Schehr ab 2010 beschäftigt. Ab dem 1. Juli 2011 war er wieder Jugendtrainer- und koordinator bei Eintracht Norderstedt. In der Saison 2012/13 war er Trainer der Verbandsliga-A-Junioren des TSV Bargteheide. Ab Sommer 2013 arbeitete Schehr als Trainer der Regionalliga-Frauen des Hamburger SV. Diese Aufgabe übte Schehr bis Anfang Februar 2015 aus. 2015 trat Schehr beim Landesligisten Wandsbeker TSV Concordia das Amt des Leistungsfußballkoordinators an.
Im November 2017 übernahm er das Traineramt beim mecklenburgischen Siebtligisten FC Schönberg 95 und blieb bis Saisonende 2017/18 im Amt. 2018/19 war Schehr Trainer der A-Jugend des SV Sereetz. Im Sommer 2019 wurde er Jugendkoordinator beim FC Schönberg. 2020 übernahm er bei dem Verein das Traineramt bei der A-Jugend-Mannschaft. Im März 2022 wurde Schehr als Beisitzer in den Vorstand des FC Schönberg gewählt. Im Juni 2022 wurde er als neuer Trainer der Landesliga-Spielgemeinschaft der Vereine TSV Travemünde und TSV Kücknitz (SG TSV Trave 22) vorgestellt, die Mannschaft wurde aber noch vor dem Saisonbeginn zurückgezogen. Schehr betreute bis zum Ende der Spielzeit 2022/23 auch die zweite Schönberger Herrenmannschaft als Trainer.